# Třída Argos (1990)
Třída Argos jsou hlídkové čluny portugalského námořnictva. Postaveno bylo celkem šest jednotek této třídy.

## Stavba
V letech 1990-1991 bylo dokončeno pět jednotek této třídy. Dostaly jména Argos (P1150), Dragão (P1151), Escorpião (P1152), Cassiopeia (P1153) a Hidra (P1154).

## Konstrukce
Čluny nesou radar FR-1505. Jsou vyzbrojeny dvěma 12,7mm kulomety. Na palubě nesou 4metrový rychlý inspekční člun. Pohonný systém tvoří dva diesely MTU o výkonu 3700 hp. Nejvyšší rychlost dosahuje 28 uzlů.